# De Terugkeer van de Noorderzon
De Terugkeer van de Noorderzon is een stripverhaal waarvan zowel tekst als afbeeldingen zijn gemaakt door Henk Kuijpers.

## Verhaal
Het album begint met een uitnodiging van alle medewerkers van Het Misdaadmuseum voor het eenjarig jubileum van de revolutie die in Oceanaqua heeft plaatsgevonden. Hierbij worden ze afgeluisterd door een spion die het telefooncontact van de president van Oceanaqua afluistert. Het hele team wordt opgehaald en per vliegtuig van Groterdam naar Oceanaqua gebracht.
Aangekomen gaat Jarko aan zijn toespraak werken terwijl de rest van de leden vakantie vieren. Jarko heeft zijn hoofd er niet bij in de speedboot terwijl Franka aan het waterskiën is waardoor ze met het touw aan een watervliegtuig vast komt te zitten. Ze weet ternauwernood aan de dood te ontsnappen, alleen Charlie de copiloot houdt een gebroken arm aan het voorval over. Het vliegtuig was op weg naar een orkaan voor metingen en Franka gaat na een spoedles apparatuur lezen mee met Kid Kangoeroe. Alles lijkt goed te gaan, de orkaan wordt toepasselijk Franka genoemd. Helaas wordt het vliegtuig geraakt door de bliksem en stort in zee.
Franka en Kid blazen het rubber vlot op en zenden een noodsignaal uit, er duikt een schip zonder lampen op, maar er wordt niet gereageerd. Vervolgens duikt De Sterkstroom die de twee redt. Deze wordt geramd door de boot zonder lampen, die vervolgens zonder spoor verdwijnt. In heel Oceanaqua gaat vervolgens het verhaal over het spookschip, waarna de spion besluit zijn opdrachtgever in te lichten omdat Franka zich met de zaak van de Noorderzon bezig zou houden.
Door de geheugentruc die Franka in Het Meesterwerk van Furora heeft geleerd, komt ze erachter dat de boot zonder lampen De Noorderzon heet met als thuisbasis Groterdam. Ze besluit naar huis te gaan en daar de zaak verder uit te zoeken.
Een flits van Lina Marcopolis volgt die haar bitchy karakter en liefde voor materiële zaken goed weergeeft. Ze lijkt niet erg rouwig om haar overleden man Midas en gooit een schaalmodel van De Noorderzon stuk.
In de tussentijd valt het jubileum in het water vanwege het opnieuw opduiken van het spookschip. Terug in Groterdam ontmoet Franka Philip Factotum die meer informatie over de zaak heeft verzameld. Ze merken niet dat ze worden gevolgd door een oud vrouwtje. Philip weet haar te vertellen dat het schip bekendstaat als een schip dat niet kapot te krijgen was en een lange geschiedenis heeft. Op een gegeven moment heeft Midas Marcopolis het schip gekocht, die is kort daarna getrouwd met fotomodel Lina Falina. Drie jaar later vertrok het schip voor de laatste keer om nooit meer te worden gezien... De laatste die het schip heeft gezien op die tocht is Barend Bief.
Franka besluit hem op te zoeken, maar vindt niets buiten een koker met een opblaasbare duivel. Tussentijds is gebleken dat het oude vrouwtje dat Franka en Philip heeft gevolgd, eigenlijk de zoon van Frikko Falegier is. Hij is inmiddels op het dak van Franka's appartement geklommen en werpt een brandbom naar binnen. Franka weet met Bars te ontvluchten en een val van het dak te overleven.
Op de brandbom staat een adres en Kid en Franka gaan op onderzoek uit. Ze stuiten op een opslagplaats van speelgoed en nog meer kokers met opblaasbare dieren en duivels. Thuisgekomen heeft Franka een idee. Als de lading van De Noorderzon nu eens soortgelijk had geweest...
Dat zou betekenen dat door een schok (het landen op de zeebodem) de lading zichzelf zou opblazen. Hierdoor kan het schip boven komen en iedereen de stuipen op het lijf jagen. Door een botsing ontsnappen er ballonnen en gaan er stuk waardoor de boot weer zinkt.
De enige vraag die nu nog rest: Waarom moest De Noorderzon verdwijnen?

## Cast
Met naam genoemde karakters in volgorde van opkomst:
- Argos Attak - Degene die een revolutie op Oceanaqua wilde starten
- Suppoost Dwarspal - De sleutelbewaarder / Portier van het Misdaadmuseum
- Commissaris Noorderwind - Oud-commissaris van de Politie, tevens medewerker van het Misdaadmuseum.
- Tonia Noorderwind - De vrouw van de commissaris
- Grote Bars - De bulldog van de commissaris en zijn nestje puppies waaronder kleine Bars en Boris.
- Jarko Jansen - Degene die in Het Misdaadmuseum de revolutie begon
- Franka - Secretaresse
- Kid Kangoeroe - De piloot die het personeel van het Misdaadmuseum naar Oceanaqua vliegt
- Emilio - Vriend van Argos die een garage bezit in Oceanaqua
- Jorge - Plaatselijke inwoner van Oceanaqua
- Charlie - Co-piloot van Kid Kangoeroe
- Kapitein Kraak - Kapitein van sleepboot De Sterkstroom die Franka en Kid redt
- Arthuro - Bemanningslid van De Sterkstroom
- Lina Marcopolis - Lina is de weduwe en erfgename van de schatrijke reder Midas Marcopolis. Ze is een vals en verwend kreng en bedriegt Midas met de Noorderzon. Om haar bedrog verborgen te houden wil ze iedereen uit de weg ruimen die ermee te maken heeft gehad.
- Midas Marcopolis - De voormalig miljonair die zich met zijn geliefde heeft teruggetrokken op een onbewoond eiland
- Philip Factotum - Conservator en bibliothecaris van het Misdaadmuseum. Stereotiep verstrooid en naar eigen zeggen 'een weinig verziend en licht bijziend, en wat wazig op de middenafstanden'.
- Freek Falegier en Frits Falegier - De zoons van Frikko Falegier die wraak willen nemen voor wat Franka hun vader heeft aangedaan in Het misdaadmuseum
- Frikko Falegier - Oud eigenaar van een curiosa winkel die door wapenhandel is opgepakt
- Barend Bief - De enige getuige van de laatste toch van de Noorderzon

## Locaties
- Oceanaqua
- Groterdam